# Okamotoperla zonata
Okamotoperla zonata är en bäcksländeart som först beskrevs av Okamoto 1922.  Okamotoperla zonata ingår i släktet Okamotoperla och familjen vingbandbäcksländor. Inga underarter finns listade i Catalogue of Life.